# Ich bin Gideon
Ich bin Gideon (englischer Originaltitel: Gideon the Ninth) ist ein im Jahr 2020 erschienener Science-Fiction-, Fantasy- und Horror-Roman von der Neuseeländischen Autorin Tamsyn Muir.
Es ist Muirs Debütroman und der erste in ihrer Reihe The Ninth (orig. The Locked Tomb Series), gefolgt von Ich bin Harrow, erschienen 2021, und Nona the Ninth (2022) und dem noch nicht erschienenen Finale Alecto the Ninth (erwartet 2024). Nona the Ninth ist bislang noch nicht in deutscher Verfassung erschienen.

## Stil
Ich bin Gideon erlangte Aufmerksamkeit für seinen Schreibstil, der Horror mit zeitgenössischem Humor verbindet. Muir erkennt an, ihr Schreibstil „inkludiert nutzlose Memes und Witze für den Leser die niemand in meinem erschaffenen Universum verstehen würde“. In ihrem interview mit Vox, Constance Grady beglückwünscht Muirs Fähigkeit „übergangslos ihre Stimme von Lovecraft Horror Modus in einen zeitgenössischen Slang zu Bewegen, ohne die jeweils andere für billigen Humor zu unterschneiden.“ Adam Rowe in Forbes kommentierte über Muirs Einbau von „2019 Sprachticks“. In Rowes interview mit Muir, Muir sagte das der „respektlose Ton“ gedacht war, die Horror Aspekte und die schwereren „Gormenghast“ Aspekte zu balancieren.